# Nils Winter
Nils Winter (ur. 27 marca 1977 w Buxtehude) – niemiecki lekkoatleta specjalizujący się w skoku w dal. 
Olimpijczyk z Aten (2004). Najważniejszym jego osiągnięciem jest srebrny medal halowych mistrzostw Europy w skoku w dal (2009). Uczestnik mistrzostw świata oraz reprezentant Niemiec w pucharze Europy oraz w drużynowych mistrzostwach Europy.
W 2012 zakończył karierę sportową.

## Osiągnięcia
| Rok  | Impreza                                 | Miejsce    | Pozycja           | Wynik |
| ---- | --------------------------------------- | ---------- | ----------------- | ----- |
| 2003 | Superliga pucharu Europy                | Florencja  | 3. miejsce        | 7,85  |
| 2003 | Mistrzostwa świata                      | Paryż      | el. – 21. miejsce | 7,80  |
| 2004 | Halowe mistrzostwa świata               | Budapeszt  | el. – 10. miejsce | 7,95  |
| 2004 | Superliga pucharu Europy                | Bydgoszcz  | 5. miejsce        | 7,99  |
| 2004 | Igrzyska olimpijskie                    | Ateny      | el. – 31. miejsce | 7,51  |
| 2005 | Halowe mistrzostwa Europy               | Madryt     | 7. miejsce        | 7,80  |
| 2005 | Superliga pucharu Europy                | Florencja  | 1. miejsce        | 8,06  |
| 2005 | Uniwersjada                             | Izmir      | el. – 16. miejsce | 7,41  |
| 2005 | Mistrzostwa świata                      | Helsinki   | 12. miejsce       | 7,72  |
| 2005 | Światowy finał lekkoatletyczny IAAF     | Monako     | 8. miejsce        | 7,37  |
| 2007 | Halowe mistrzostwa Europy               | Birmingham | 7. miejsce        | 7,88  |
| 2007 | Superliga pucharu Europy                | Monachium  | 3. miejsce        | 7,70  |
| 2008 | Superliga pucharu Europy                | Annecy     | 3. miejsce        | 8,05  |
| 2008 | Światowy finał lekkoatletyczny IAAF     | Stuttgart  | 8. miejsce        | 7,54  |
| 2009 | Halowe mistrzostwa Europy               | Turyn      | 2. miejsce        | 8,22  |
| 2009 | Superliga drużynowych mistrzostw Europy | Leiria     | 10. miejsce       | 7,58  |
| 2009 | Mistrzostwa świata                      | Berlin     | el. – 34. miejsce | 7,69  |
| 2009 | Światowy finał lekkoatletyczny IAAF     | Saloniki   | 6. miejsce        | 7,89  |
| 2011 | Halowe mistrzostwa Europy               | Paryż      | el. – 19. miejsce | 7,61  |
| 2012 | Mistrzostwa Europy                      | Helsinki   | el. – 22. miejsce | 7,71  |

Wielokrotny medalista mistrzostw Niemiec w różnych konkurencjach, w tym 4 złotych medali w skoku w dal.

## Rekordy życiowe
- Skok w dal (hala) – 8,22 m (2009)
- Skok w dal (stadion) – 8,21 m (2005)
- Bieg na 60 metrów przez płotki (hala) – 7,83 s (2009)
- siedmiobój (hala) – 5783 pkt. (2003)